# Condado de la Granja
El  Condado de la Granja es un título nobiliario que fue otorgado por el rey de España Felipe IV a Francisco de Rocamora y Maza, señor de la Granja de Rocamora, por Real Decreto en Madrid del 21 de febrero de 1628.
Este título fue rehabilitado en 1916 por el rey Alfonso XIII a favor de Juan Manuel de Agrela y Pardo, que se convirtió oficialmente en el VIII conde de la Granja.

## Historia
Pedro Ramón de Rocamora, un noble de origen francés, acompañó a Jaime I el Conquistador en varias de sus campañas de conquista. Este hecho lo llevó a adquirir en el reparto hecho por Alfonso X el Sabio en Córdoba el 25 de agosto de 1265 las tierras de Granja, Benferri y Puebla de Rocamora, que eran heredades que no se sostenían a ningún tipo de título nobiliario. 
Históricamente la familia Rocamora, antepasados y primeros condes de Granja de Rocamora, habían sido fieles vasallos primero de la Corona de Aragón en tiempos de la reconquista y tras la unión de Aragón y Castilla, de la Corona Española. Ello llevó a la familia Rocamora a recibir diferentes privilegios y dignidades de los distintos monarcas. 
La Granja estuvo bajo el dominio de la familia Rocamora a partir de entonces junto a Benferri y Puebla de Rocamora. 
Después, La Granja que pertenecía a los Rocamora desde 1265 pasó a instituirse en señorío en el siglo XV siendo su primer señor Jaime de Rocamora y Rocamora. Fue de manos del rey de Aragón Alfonso V, que basándose en las heredades históricas de los Rocamora, erigió los señoríos de La Granja, Benferri y Puebla de Rocamora.
En tiempos de Juan José de Rocamora y Ruiz, V Señor de La Granja, Benferri y Puebla de Rocamora, se produjo la separación de La Granja del grueso patrimonial de los Rocamora, ya que el hijo del V Señor, Francisco de Rocamora y Maza, sólo heredó el señorío de La Granja, mientras que los señoríos de Benferri y Puebla de Rocamora pasaron a manos de Jaime Juan de Rocamora y Rocamora, tío de Juan José y tío-abuelo de Francisco.
Ya en el siglo XVII, el rey de España Felipe IV elevó el señorío de La Granja a condado, y se lo otorgó el 21 de febrero de 1628 a Francisco de Rocamora y Maza, VI Señor de La Granja y primer conde. Igualmente Felipe IV otorgaba a Jerónimo de Rocamora y Thomas el título de marqués para el señorío de Rafal, fundándose el marquesado de Rafal, como gratitud del apoyo que prestó Jerónimo a la Corona durante la guerra de Flandes, obteniendo de esta forma la familia Rocamora numerosos beneficios de la Corona. 
A Francisco, que falleció sin descendencia, lo sucedió su hermana Violante de Rocamora y Maza, II condesa de Granja de Rocamora. 
A la condesa la sucedió en el título su hijo Fray Pedro de Dávalos y Rocamora como III conde. Fray Pedro, al igual que su tío el primer conde, tampoco tuvo descendencia, por lo que hizo testamento a favor de los Jesuitas, lo que le originó numerosos enfrentamientos con su primo lejano el Marqués de Rafal Gaspar de Rocamora que exigía para él el condado con el pretexto de que era una propiedad histórica de los Rocamora. Finalmente el condado pasaría a pertenecer a los Jesuitas tras interminables años de pleitos y demandas.
Sería la justicia la que en 1755 fallara a favor de la familia Rocamora, en este caso de sus descendientes, recayendo de nuevo el condado sobre esta familia tras haber permanecido casi un siglo en posesión de los Jesuitas.
Antonio de Heredia y Rocamora, como titular de la Casa de Rocamora, pasó a ser el IV conde de Granja de Rocamora. 
Ya en posesión de la Casa de Rocamora de Rafal, el condado de Granja de Rocamora pasó a ser un condado satélite del marquesado de Rafal tutelado por sus nobles durante el periodo comprendido entre 1755 y 1929. 
Tras el cuarto conde Antonio, y tras la hermana de este, la V condesa Antonia María, llegaría al condado la Casa de Melo de Portugal personificada primero en Vicente Melo de Portugal y Heredia y tras su fallecimiento sin descendencia en su hermana María del Pilar.
María del Pilar casó con el conde de Vía Manuel y titular de la Casa Manuel de Villena José Manuel de Villena y Fernández de Córdoba. Sería el nieto de ambos el que ostentara la doble herencia haciéndolo portador de numerosos títulos de nobleza. Reunió bajo su persona el condado de Granja de Rocamora junto al marquesado de Rafal, el condado de Vía Manuel, las baronías del Monte y de Puebla de Rocamora y los señoríos de Pizarra y Cheles. Todo había quedado bajo la única dirección de José Casimiro, VIII conde de Granja de Rocamora. Sin embargo decidió dejar algunas posesiones a sus hijas y desvincularlas así de la Casa de Manuel de Villena. 
El condado de la Granja de Rocamora quedó en herencia para María Isabel, pero la muerte de su hermano e hijo de José Casimiro, Enrique Manuel de Villena y Álvarez de las Asturias, que había heredado la titularidad de la Casa de Manuel de Villena junto a los más importantes títulos hizo que todas sus pertenencias recayeran sobre su hermana María Isabel, quedando todo unido nuevamente. 
Sería María Isabel la que diera al condado una independencia total con respecto a los otros títulos, ya que repartió entre sus hijos todo el patrimonio de la Casa Manuel de Villena, otorgándole a su hija Josefa de Pardo y Manuel de Villena el condado de Granja, pasando a ser su X portadora y la primera en portar sólo este título desde su unión a la Casa de Rafal.
Tras Josefa, ostentó el título su hijo Juan Manuel de Agrela y Pardo-Manuel de Villena, mediante rehabilitación en 1916, pasando así a la Casa de Agrela. 
Al fallecer el hijo de Juan Manuel y nieto de Josefa, también llamado Juan Manuel, heredó el condado el hijo de este, Juan de Agrela y Pascual de Riquelme, actual conde de Granja de Rocamora desde 1983 y de forma oficial desde el 8 de enero de 1985 y XII portador del título.

## Raíces de la Casa de Rocamora
La familia Rocamora procede de Pedro Ramón de Rocamora (Pierre Roman de Rocamoure), hijo del señor de Rocamoure, en la provincia francesa de Septimania (después Languedoc), al norte de los pirineos. Pedro Ramón era sobrino del rey de Francia Luis VIII.
Pedro Ramón de Rocamora acompañó junto a otros nobles a Jaime I el Conquistador, rey de Aragón y conde de Barcelona, en varias de sus campañas de conquista.
El 25 de agosto de 1265, en el reparto de tierras hecho en Córdoba por el rey de Castilla y León Alfonso X el Sabio, en que fueron repartidas las tierras de la Vega Baja entre aquellos partícipes de la toma de Orihuela, se le asignó a Pedro Ramón de Rocamora las heredades de La Granja, Benferri y Puebla de Rocamora.
La línea de descendencia de la Casa de Rocamora mantuvo sus posesiones unidas desde el siglo XIII hasta el siglo XVI. En ese momento se produjo la primera división y separación de bienes en la Casa de Rocamora. Fue tras la polémica sucesión de Juan José de Rocamora y Ruiz, V Señor de La Granja, Benferri y Puebla de Rocamora, que tras su muerte, su tío Jaime Juan de Rocamora y Rocamora no respetó los derechos sucesorios de su hijo, Francisco de Rocamora y Maza, y le arrebató los señoríos de Benferri y Puebla de Rocamora, quedando por lo tanto con el único señorío de La Granja y provocando así que La Granja quedara en manos de los Rocamora pero separada del tronco principal de esta familia.
Iniciador de esta línea paralela de la Casa de Rocamora, Francisco de Rocamora y Maza obtuvo de la Corona Española la concesión del título de conde de Granja de Rocamora, siendo el primer noble de la Casa de Rocamora de Granja.

## Línea de varón no interrumpida de la Casa de Rocamora
Desde el reparto de las tierras de la Gobernación de Orihuela y creación de la Casa de Rocamora en 1265, hasta la creación de los señoríos en el siglo XV, estos son los que mantuvieron en su propiedad las heredades de Granja, Benferri y Puebla de Rocamora, ostentado la jefatura de la dinastía:
- 'Pedro Ramón de Rocamora (Pierre Roman de Rocamoure)

- Mosén Jaime de Rocamora

- Martín de Rocamora

- Pedro de Rocamora

- Pedro Martín de Rocamora padre de Jaime de Rocamora y Rocamora, I señor de La Granja

## Listado de los señores de La Granja
|                                  | Titular                          | Periodo                          |
| Creación por Alfonso V de Aragón | Creación por Alfonso V de Aragón | Creación por Alfonso V de Aragón |
| -------------------------------- | -------------------------------- | -------------------------------- |
| I                                | Jaime de Rocamora y Rocamora     | ¿?-1468                          |
| II                               | Juan de Rocamora y Vázquez       | 1468-¿?                          |
| III                              | Pedro de Rocamora y Rocamora     | ¿?-¿?                            |
| IV                               | Francisco de Rocamora y Rocamora | ¿?-¿?                            |
| V                                | Juan José de Rocamora y Ruiz     | ¿?-¿?                            |
| VI                               | Francisco de Rocamora y Maza     | ¿?-1628                          |

## Listado de los condes de la Granja
|                               | Titular                                                  | Periodo                |
| Creación por Felipe IV        | Creación por Felipe IV                                   | Creación por Felipe IV |
| ----------------------------- | -------------------------------------------------------- | ---------------------- |
| I                             | Francisco de Rocamora y Maza                             | 1628-¿?                |
| II                            | Violante de Rocamora y Maza                              | ¿?-¿?                  |
| III                           | Fray Pedro de Dávalos y Rocamora                         | ¿?-1703                |
|                               | En posesión de los Jesuitas                              | 1703-1755              |
| IV                            | Antonio de Heredia y Rocamora                            | 1755-1761              |
| V                             | Antonia María de Heredia y Rocamora                      | 1761-1808              |
| VI                            | Vicente Melo de Portugal y Heredia                       | 1808-1831              |
| VII                           | María del Pilar Melo de Portugal y Heredia               | 1831-1835              |
| "VIII"                        | José Casimiro Manuel de Villena y Bambalere              | 1835-1854              |
| "IX"                          | María Isabel Manuel de Villena y Álvarez de las Asturias | 1854-1929              |
| "X "                          | María Josefa de Pardo y Manuel de Villena                | 1929-1976              |
| Rehabilitado por Alfonso XIII |                                                          |                        |
| VIII                          | Juan Manuel de Agrela y Pardo-Manuel de Villena          | 1916-?                 |
| IX                            | Juan de Agrela y de la Lastra                            | ?-?                    |
| X                             | Juan de Agrela y Pascual de Riquelme                     | 1985-actualmente       |

## Últimos condes de la Granja
Este título fue rehabilitado en 1916 a favor de:

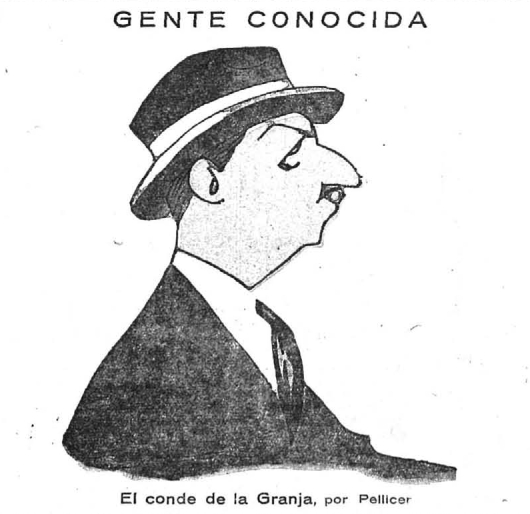
Caricatura del conde de la Granja publicada en 1924

- Juan Manuel de Agrela y Pardo, oficialmente VIII conde de la Granja.

Casó con María de Araceli de la Lastra y Mesía. Le sucedió su hijo:
- Juan de Agrela y de la Lastra (n. en 1928), IX conde de la Granja.

Casó con María de la Concepción Pascual de Riquelme y Echevarría. Le sucedió su hijo:
- Juan Manuel de Agrela y Pascual de Riquelme (n. en 1958), X conde de la Granja.

Casado con María Martínez.